# Episparina lamprima
Episparina lamprima là một loài bướm đêm trong họ Noctuidae.